# Nicholas Nixon
Nicholas Nixon (Detroit, 1947) is een Amerikaans fotograaf.
Nixon is voornamelijk bekend voor zijn portretten en fotodocumentaires. Hij gebruikt daarbij een technische camera, met een beeldformaat van 8x10 inch en fotografeert daarbij altijd in zwart-wit.

## Biografie
Nixon studeerde Engelse taal aan de Universiteit van Michigan, waar hij in 1969 afstudeerde.
Hij behaalde een graad als Master of Fine Arts bij de Universiteit van New Mexico in 1974.
De eerste tentoonstelling van Nixon vond in 1976 plaats in het Museum of Modern Art in New York. De curator van die tentoonstelling was John Szarkowski. Het vroege werk van Nixon wordt gezien als deel van de stroming New Topographics.

## Werk
Nixon is beïnvloed om grootformaatcamera's te gaan gebruiken door de foto's van Edward Weston en Walker Evans. De meeste professionele fotografen gebruiken deze camera's niet meer, en zijn overgegaan op beter draagbare kleinbeeldcamera's. Nixon geeft de voorkeur aan het grotere formaat omdat dit contactafdrukken mogelijk maakt, direct van de negatieven. Daarmee wordt de helderheid en de integriteit van het beeld bewaard. 
Nixon begon in 1975 met een van zijn beroemdste projecten, getiteld The Brown Sisters. Deze serie foto's bestaat uit jaarlijkse portretten van vier zussen. De oudste van hen is de echtgenote van Nixon. De zussen staan altijd in dezelfde volgorde, maar zijn van jaar tot jaar anders gekleed, hun haardracht verandert naar smaak en mode, en er is natuurlijk veroudering te zien van inmiddels 42 jaar in 2017. De serie is onder andere tentoongesteld in het Nederlands Fotomuseum in Rotterdam in 2010. 
Een andere bekende serie van Nixon is People With AIDS waarmee hij in 1987 begon. Deze serie is soms bezien als inlevend en vol compassie, maar is ook veroordeeld omdat de serie wreed en exploiterend zou zijn. Dit leidde tot demonstraties bij de opening van de tentoonstelling van deze foto's. De actiegroep Act Up! (afkorting van AIDS Coalition to Unleash Power) had bezwaar tegen de tentoonstelling omdat deze alleen het lijden van de aidspatiënten toonde, waarbij geen van hen volgens deze groep "vibrant and sexy" was. 
Andere onderwerpen van Nixon zijn mensen in verzorgingstehuizen, schoolkinderen, de stad Boston, blinden, en het huiselijk leven met zijn vrouw Bebe en hun kinderen, Samuel en Clementine Nixon. 
Nixon was vanaf 1975 docent in deeltijd aan het Massachusetts College of Art and Design.

## Boeken
- Photographs From One Year (1983)
- Pictures of People (1988)
- People With AIDS (with Bebe Nixon)(1991)
- School (1998)
- The Brown Sisters (2002)
- Nicholas Nixon Photographs (2003)
- Home (2005)